# Paul Brown
Pour les articles homonymes, voir Paul Brown (homonymie) et Brown.
Paul Eugene Brown, né le 7 septembre 1908 à Norwalk et mort le 5 août 1991 à Cincinnati, est un entraîneur de football américain. Premier entraîneur des Browns de Cleveland, équipe nommée en son nom, il joue également un rôle majeur dans la création des Bengals de Cincinnati. Il a été élu au Temple de la renommée en 1967.

## Biographie

### Jeunesse
Paul Brown est né le 7 septembre 1908 à Norwalk dans l'Ohio. Alors qu'il a 9 ans, sa famille déménage à Massillon où le jeune Paul grandit. La ville de Massillon s'intéresse grandement au football américain et ses équipes collégiennes et lycéennes sont appelées toutes deux Tigers. Lorsqu'il entre au lycée en 1922, Paul Brown est trop petit et frêle pour le football américain. Il se concentre alors sur le saut à la perche. Malgré sa taille, il arrive à intégrer l'effectif de football américain et devient, en 1924, titulaire au poste de quarterback. L'équipe de Massillon remporte 15 succès pour seulement trois défaites avec Paul Brown en tant que quarterback.
Brown entre à l'université en 1926 à l'université d'État de l'Ohio et espère intégrer l'équipe des Buckeyes mais il échoue. Après une première année dans l'Ohio, il est transféré à l'université Miami où il réalise de bonnes performances. Il se marie à son amour de lycée, Katie Kester, en 1927. Après avoir étudié le droit et l'histoire, Paul Brown préfère prendre un poste d'entraîneur de football américain dans l'équipe privée Severn School, qui le recrute en 1930 sur les recommandations de l'entraîneur de Brown.

### Carrière d'entraîneur

#### Équipes professionnelles

##### Browns de Cleveland
Lors de la création de l'All-America Football Conference (AAFC), le propriétaire de la franchise de Cleveland demande à Brown d'en devenir le premier entraîneur, ce qu'il accepte. Lorsqu'il arrive dans la toute nouvelle franchise, l'équipe a déjà recruté un certain nom de joueurs locaux, la plupart provenant de l'université d'État de l'Ohio. Malgré les objections de Brown, le propriétaire de la franchise décide de nommer la franchise les Browns de Cleveland, en référence au nom de Paul Brown. 
Pour leur première rencontre, les Browns remporte une rencontre contre les Seahawks de Miami sur le score de 44 à 0 devant une affluence record de 60 135 spectateurs. 

##### Bengals de Cincinnati
Il joue également un rôle dans la création des Bengals de Cincinnati. 

## Paul Brown dans la culture populaire
Le Paul Brown Stadium est nommé en son honneur.